# Gertrud (Hesse)
Gertrud je roman njemačkog pisca Hermanna Hessea objavljen 1910. Radnja romana govori o zaljubljenosti glazbenika Kuhna u lijepu Gertrud Imthor, koga ona doživljava samo kao prijatelja.

## Radnja
Roman je napisan kao sjećanje poznatog skladatelja Kuhna, i Gertrud priča o njegovom djetinjstvu i adolescenciji prije nego dođe do srži priče; njegovoj vezi s dva 
umjetnika, pomenutom Gertrud Imthor, i opernim pjevačem Heinrichom Muothom.  Kuhna je Gertrud privukla još kod prvog susreta, no ona se zaljubljuje i udaje za Muotha, s kojim je skladatelj prijatelj već nekoliko godina. Ovaj brak je beznadeždan slučaj i njihova destruktiva veza je osnova za Kuhnov magnum opus.

## Analiza
Kao i kod drugih Hesseovih romana, i u ovom se osjeća jak utjecaj Nietzschea, posebice njegovog djela Rođenje tragedije. Muoth predstavlja strasne Dionizove umjetničke elemente, dok je Gertrud predstavljena s otmjenim Apolonovim elementima. Činjenica da je Kuhnova opera rezultat njihove veze, nagovještava da se kombinacijom ova dva elementa postiže umjetnost visoke kvalitete.